# Ducado de Sajonia (1485-1547)
El ducado de Sajonia (en alemán: Herzogtum Sachsen) fue un antiguo estado del Sacro Imperio Romano Germánico, creado en 1485  tras la división de Leipzig de las posesiones de la Casa de Wettin entre los hermanos Ernesto y Alberto de Sajonia: el mayor, Ernesto, recibió el ducado de Sajonia-Wittenberg, incluida la dignidad electoral y la mayor parte del landgraviato de Turingia; su hermano consiguió la antigua marca de Misnia.
Las ciudades más importantes del ducado albertino, repartidas en dos regiones no contiguas, al noroeste y sureste del Electorado de Sajonia, eran Meissen, Dresde y Leipzig. Alberto estableció su residencia en el castillo de Dresde.
Durante la guerra de Esmalcalda, el duque Mauricio de Sajonia, nieto de Alberto, eligió el bando católico del emperador Carlos V, mientras que el elector Juan Federico I era uno de los principales miembros de la Liga de Esmalcalda, formada por los príncipes y ciudades libres que apoyaban la Reforma protestante. Tras la victoria de Carlos V el 24 de abril de 1547 en Mühlberg, y la firma de la capitulación de Wittenberg, Mauricio recibió como recompensa la mayoría de los territorios ernestinos así como la función electoral.
El ducado desapareció en 1547 cuando la línea albertina de los Wettin tomó posesión del electorado de Sajonia. Aparece entonces un nuevo ducado ernestino de Sajonia, formado a partir de los territorios de Turingia que quedaron en la rama mayor..

## Territorio

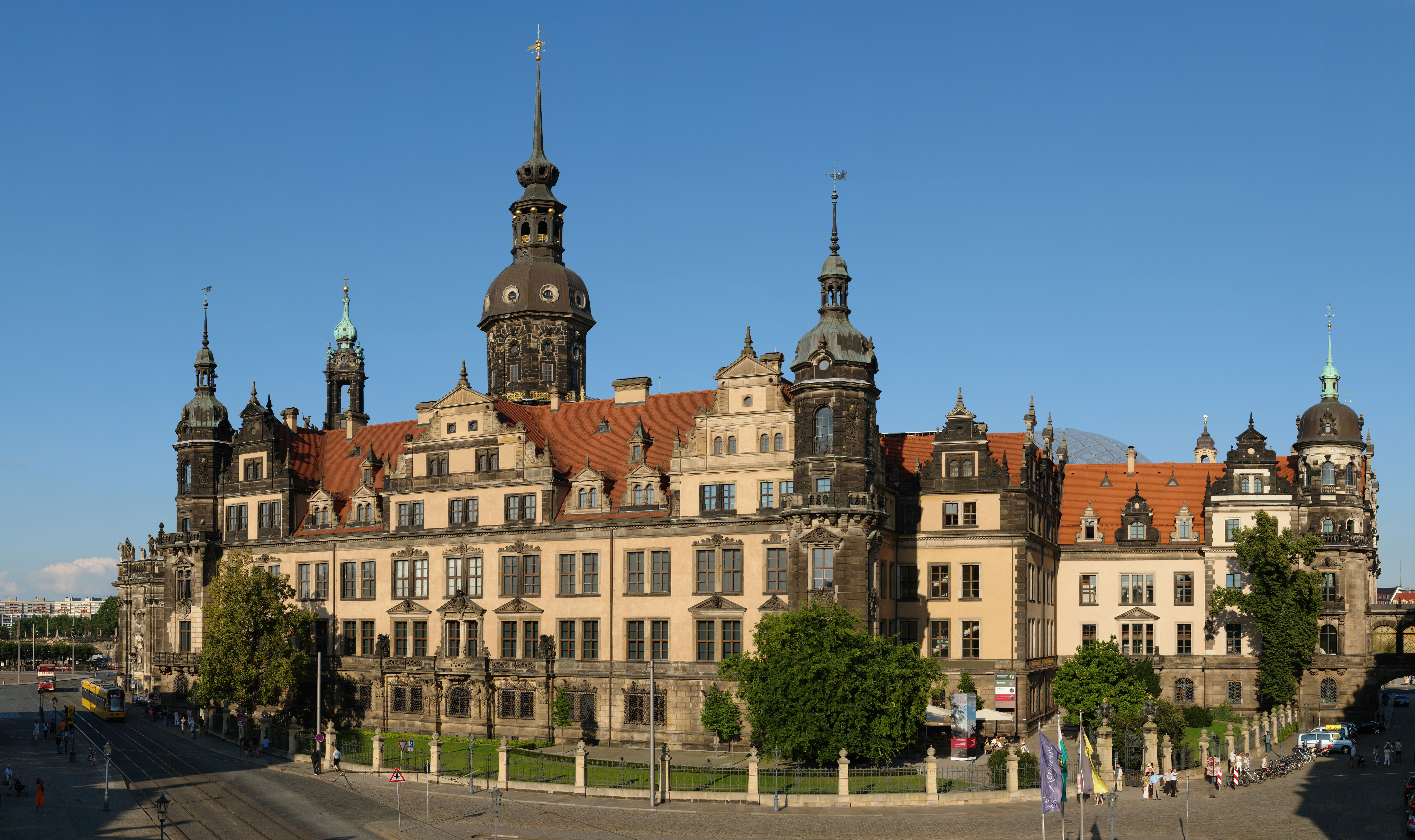
Castillo de la Residencia de Dresde, ampliado y reconstruido varias veces desde que fue sede de la rama albertina.

El territorio del ducado estaba dividiso en dos parte no contiguas situadas al noroeste y al sureste del Electorado de Sajonia. La parte noroeste se encontraba en el Osterland, alrededor de la ciudad de Leipzig y en el norte de Turingia, y se extendía desde Weißenfels hasta Sangerhausen y Langensalza.
La parte sureste se encontraba en la parte superior del valle del Elba y en la vertiente norte de los Montes Metálicos. Las ciudades más importantes aquí eran Meissen, Freiberg, Chemnitz, Annaberg, Pirna y la capital Dresde.
En 1512, cuando el emperador Maximiliano I (1508-1519) creó la institución de los círculos imperiales, el ducado de Sajonia pasó a formar parte del Círculo de Alta Sajonia.

## Historia

### División de Sajonia
En 1423, el margrave Federico IV de Meissen (1370-1428), recibió el electorado de Sajonia de manos del emperador Segismundo de Luxemburgo. El Electorado —anteriormente el ducado de Sajonia-Wittenberg— junto con el margraviato de Meissen y el landgraviato de Turingia formaban el núcleo patrimonial de la casa de Wettin. Le sucedió su hijo Federico II (1412-1464), que al morir dejó que sus tierras fueron gobernadas conjuntamente por sus dos hijos Ernesto (1441-1486) y  Alberto III (1443-1500) .Tras la muerte sin descendientes de su tío Guillermo II, landgrave de Turingia (r. 1445-1482), ambos hermanos heredaron Turingia y las propiedades de los Wettin se reunieron.
Sin embargo, surgieron fricciones entre los dos durante las cuales pronto se consideró una división de responsabilidades. Al parecer, ya en 1483 y 1484 se estaban realizando comparaciones correspondientes. El 17 de junio de 1485 se negoció un primer acuerdo de partición entre los dos hermanos en Leipzig. El hijo mayor, Ernesto, recibiría las tierras electorales alrededor de Wittenberg y mantendría la dignidad electoral y haría dos partes, Meissen o Weimar. A cambio, independientemente de su elección, después de la división Alberto debía pagar a su hermano Ernesto 25.000 florines en dos cuotas anuales. Según el criterio de «yo corto, tú escoges» Alberto eligió para sí el territorio oriental del anterior margraviato de Meissen, mientras que Ernesto adquiría la mayoría de Turingia en el oeste. Se dice que Ernesto quedó decepcionado por este resultado al haber esperado gobernar las tierras alrededor de Meissen, el núcleo tradicional de la casa de Wettin desde el siglo XII, en vez de las nuevas adquisiciones.
Alberto creó su propio consejo y publicó nuevas normas legales para su nuevo ducado. También organizó un consejo de Estados distinto, que dividió el país no solo entre gobernantes, sino también administrativamente. La gestión de los señoríos de Lusacia, del ducado de Sagan y de los ingresos de la minería de Schneeberg siguieron siendo comunes.
Durante mucho tiempo hubo un desacuerdo sobre la división de los distintos dominios y derechos. Los Estados tuvieron que arbitrar entre los dos hermanos sobre la línea exacta de la frontera en 1486. La división provocó una rivalidad entre las dos líneas que persistió hasta finales del siglo XVI.

### Alberto, el emperador y los frisones

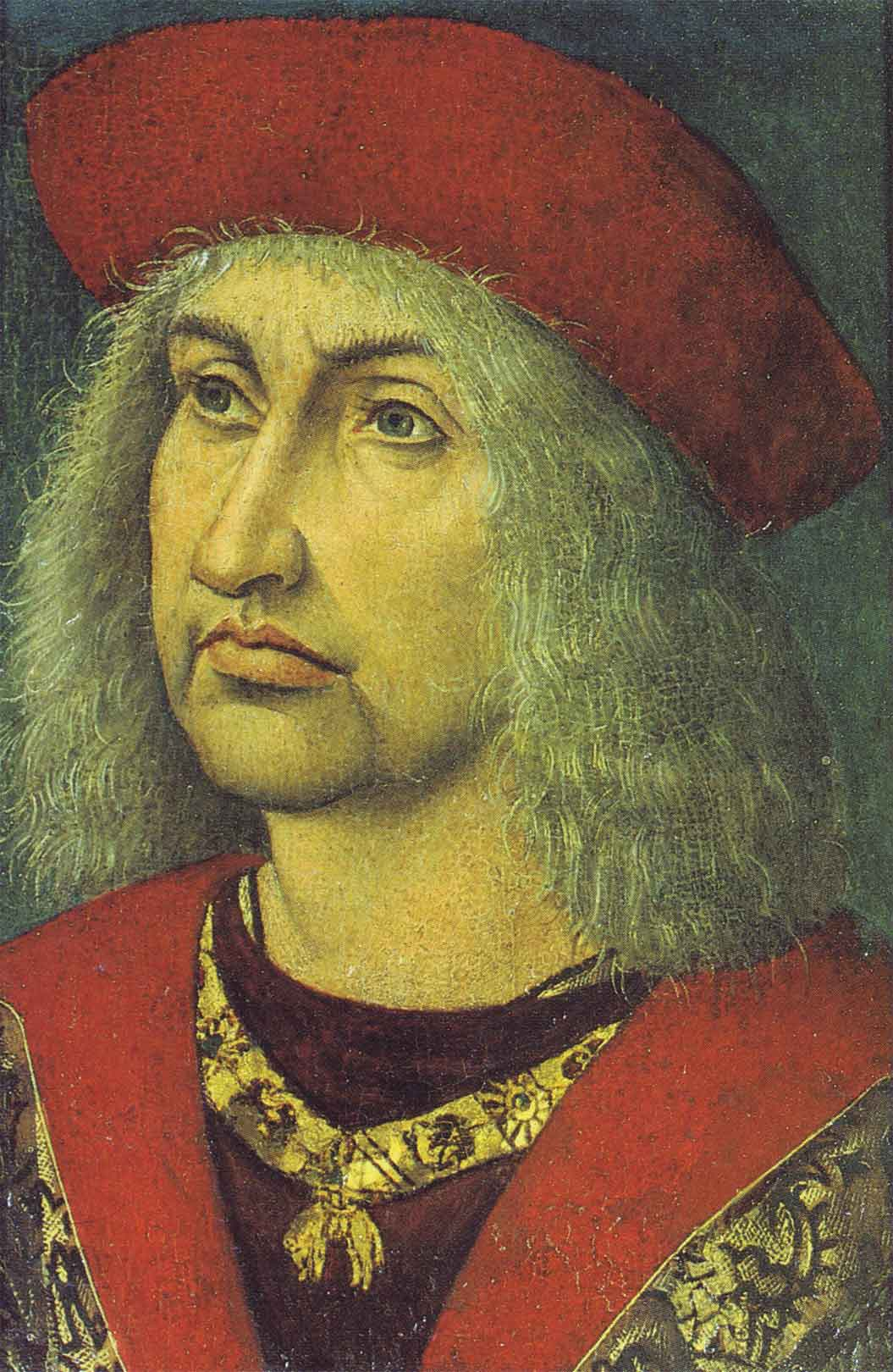
Alberto, duque de Sajonia y gobernador de Frisia

El duque Alberto, a diferencia de su primo el elector sajón Federico el Sabio (r. 1486-1525), permaneció muy leal a los emperadores de la casa de Habsburgo del Sacro Imperio Romano Germánico. Luchó contra el rey húngaro Matías Corvino y ayudó al emperador Federico III (r. 1452-1493) a acordar una armisticio con Matías al ver la dificultar de derrotarle (que se prorrogó varias veces hasta la muerte del rey húngaro).
En 1488 fue nombrado gobernador de los Países Bajos (hasta 1493) y marchó con las fuerzas imperiales para liberar al hijo del emperador, Maximiliano, ya rey de romanos desde 1486, de su encarcelamiento en Brujas. Cuando en 1489 Maximiliano regresó a Alemania, Alberto quedó como su representante para proseguir la guerra contra los rebeldes. Logró restaurar la autoridad de Maximiliano en Holanda, Flandes y Brabante, pero no logró obtener el reembolso de las grandes sumas de dinero que había gastado en esas campañas y que obtenía de los ingresos de las minas de plata sajonas. Su lealtad al emperador Federico y los gastos incurridos a este respecto despertaron cierta irritación entre sus súbditos, pero su gobierno fue un período de prosperidad en Sajonia. Sus servicios fueron recompensados con diversos títulos, entre ellos el de comandante supremo del ejército nacional y caballero de la Orden del Toisón de Oro, y aun más en 1498 cuando Maximiliano, que ya había sucedido a su padre fallecido en 1493, le concedió  el señorío de Groninga y le otorgó el título de gobernador hereditario (potestat) de Frisia. Como lo hizo sin el acuerdo de los habitantes, Alberto tuvo que hacer valer ese nombramiento por la fuerza de las armas. Alberto estableció un consejo de administración en Frisia, dividió el país en distritos, nombró gobernadores, impuso impuestos e introdujo el derecho romano. Durante sus campañas en los Países Bajos, Alberto buscaba obtener un territorio que su segundo hijo, Enrique V el Piadoso, pudiera heredar, de modo que sus dos hijos obtuvieran sus propias áreas que gozasen de inmediación imperial.
En 1499, Alberto regresó a Sajonia, donde redactó su testamento. En este introdujo la primogenitura, pero estableció que el duque gobernante debía apoyar a sus hermanos otorgándoles ingresos y derechos en determinadas partes del país. Mientras Alberto estaba en Sajonia, los frisones se rebelaron contra Enrique. Alberto regresó en persona a Frisia y logró reprimir la rebelión y recuperar Groninga, pero murió poco después durante una campaña en Frisia Oriental fue asesinado en Emden (12 de septiembre de 1500). Le sucedió en el ducado su hijo mayor Jorge, apodado el Barbudo  (1471-1539), que entonces contaba 29 años.

### Levantamiento y construcción

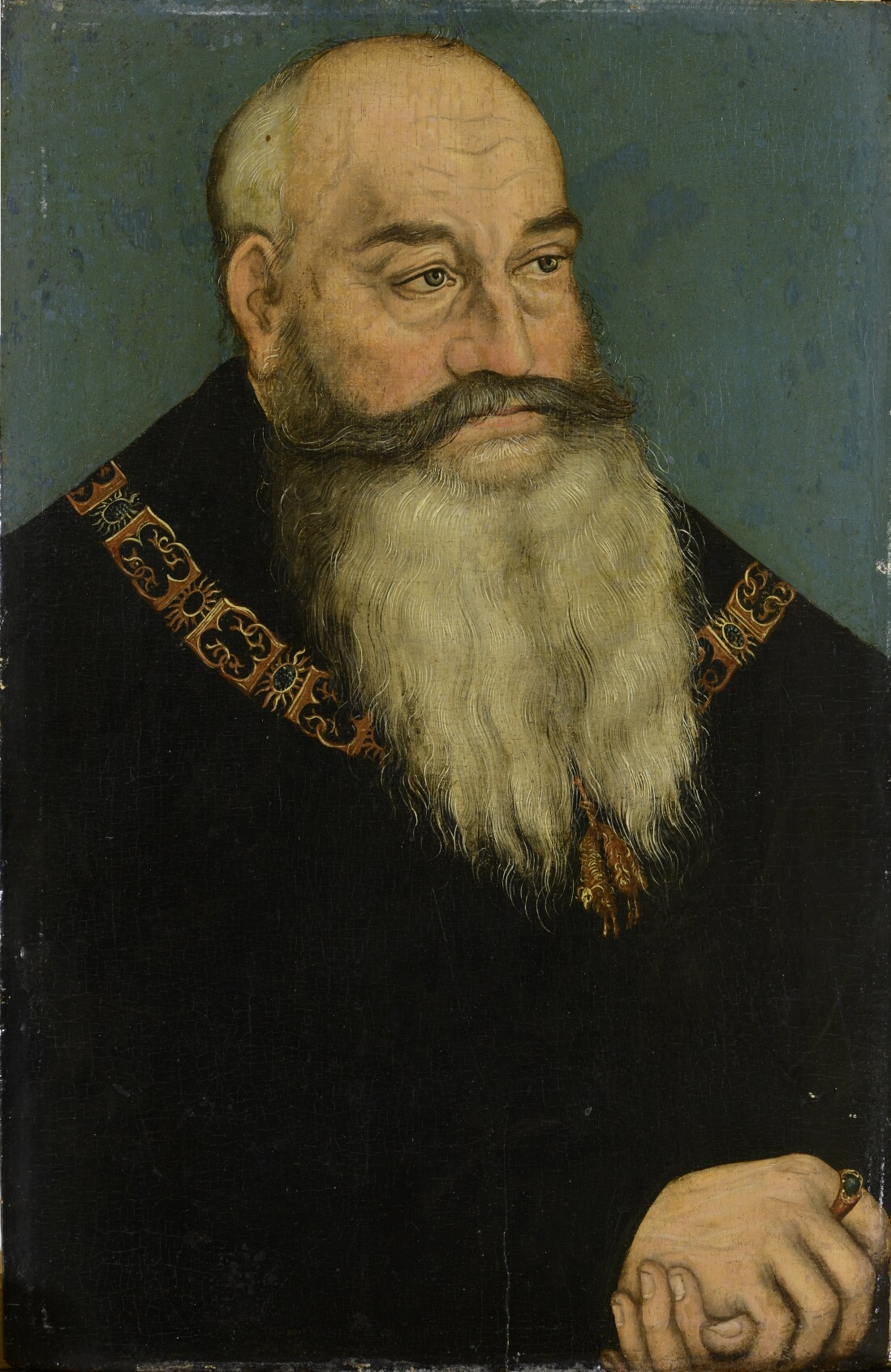
Jorge de Sajonia, retrato de Lucas Cranach el Viejo.

Después de la muerte de su padre, Enrique fracasó en tomar el control de Frisia, por lo que cedió sus derechos sobre Frisia y Groninga a su hermano mayor Jorge, entonces ya duque de Sajonia, que tuvo que gobernar tanto Sajonia como Frisia. Jorge amplió la administración central de Frisia, intentando en particular introducir el sistema de préstamos. Varios jefes frisones se negaron a aceptarlo y se rebelaron nuevamente contra la autoridad sajona. En ese momento Frisia le costaba al ducado de Sajonia más dinero del que generaba, lo que significaba que entre 1500 y 1515 Jorge negoció la venta de la región con varias partes (duque de Gelderland, conde de Frisia Oriental, otros príncipes alemanes). En 1515, Jorge prefirió vender sus derechos por 200.000 florines a Carlos de Habsburgo, entonces de solo 15 años, que se convirtió oficialmente en soberano de los Países Bajos, luego rey de España en 1516 y jefe de la casa de Habsburgo en 1519, año en el que fue elegido emperador con el nombre de Carlos V.
No sólo en Frisia, sino también en Sajonia, Jorge mejoró la gobernanza y la economía, gobernando en la medida de lo posible consultando a los Estados. Las deudas que el ducado había acumulado por la administración de Frisia se saldaron estimulando el comercio y la minería. Ante la insistencia del duque, Leipzig obtuvo los derechos de almacenaje del emperador y se convirtió en la ciudad más importante del centro del Sacro Imperio Romano. El florecimiento de la minería en los montes Metálicos atrajo inmigrantes, transformando Marienberg y Annaberg en ciudades. Debido a las inversiones, hasta la década de 1530 el ducado no logróa pagar sus deudas soberanas e incluso pudo prestar dinero.

### El duque frente la Reforma protestante
Aunque bajo la influencia del reformador Martín Lutero y de su patrón Federico el Sabio, el electorado de Sajonia se había convertido en el foco de la reforma, Jorge permaneció leal a la iglesia católica romana. El duque estaba de acuerdo en algunos puntos con el movimiento reformista: se oponía al comercio de indulgencias y había controlado él mismo si los monjes y monjas del ducado respetaban las reglas del sistema monástico. Pero cuando Lutero ridiculizó la canonización de Benón de Meissen que se hizo en 1523, que Jorge había impulsado por escrito, el reformador y el duque entraron en conflicto. A partir de 1522, Jorge prohibió la reforma e hizo arrestar a los simpatizantes de Lutero.
Cuando estalló la guerra de los campesinos alemanes y se extendió al centro del Sacro Imperio Romano Germánico, el duque católico trabajó con el elector y el landgrave luterano de Hesse para sofocar el levantamiento. Jorge fue uno de los líderes del ejército imperial que derrotó a los campesinos en la batalla de Frankenhausen. En respuesta al levantamiento, en el que los campesinos invocaron la fe luterana, los príncipes católicos fundaron la Liga de Dessau contra los insurgentes y protestantes. Aunque la alianza tuvo poca influencia, fue la razón por la que los príncipes protestantes fundaron su propia alianza. En 1531, se estableció la Liga de Esmalcalda bajo el liderazgo del elector de Sajonia, y en la que incluso Enrique, el hermano menor de Jorge, también era miembro. Enrique introdujo la fe luterana en sus propios dominios, que oficialmente dependían del ducado.
Para preservar el ducado en el catolicismo, Jorge intentó impedir que su hermano Enrique lo sucediera como duque. Después de la muerte de su hijo mayor en 1537, Jorge, el segundo hijo, se convirtió en su heredero. Jorge determinó que después de su muerte, debería gobernar el ducado un consejo de Estados. Cuando sufrió también la muerte de su segundo hijo, cambió su testamento y determinó que Fernando de Habsburgo, hermano del emperador Carlos V, fuera heredero del ducado. Antes de que pudiera firmarlo, el propio Jorge murió en 1539, convirtiendo a Enrique, que contaba entonces con 66 años, en el nuevo duque de Sajonia.

### El «Judas de Misnia»

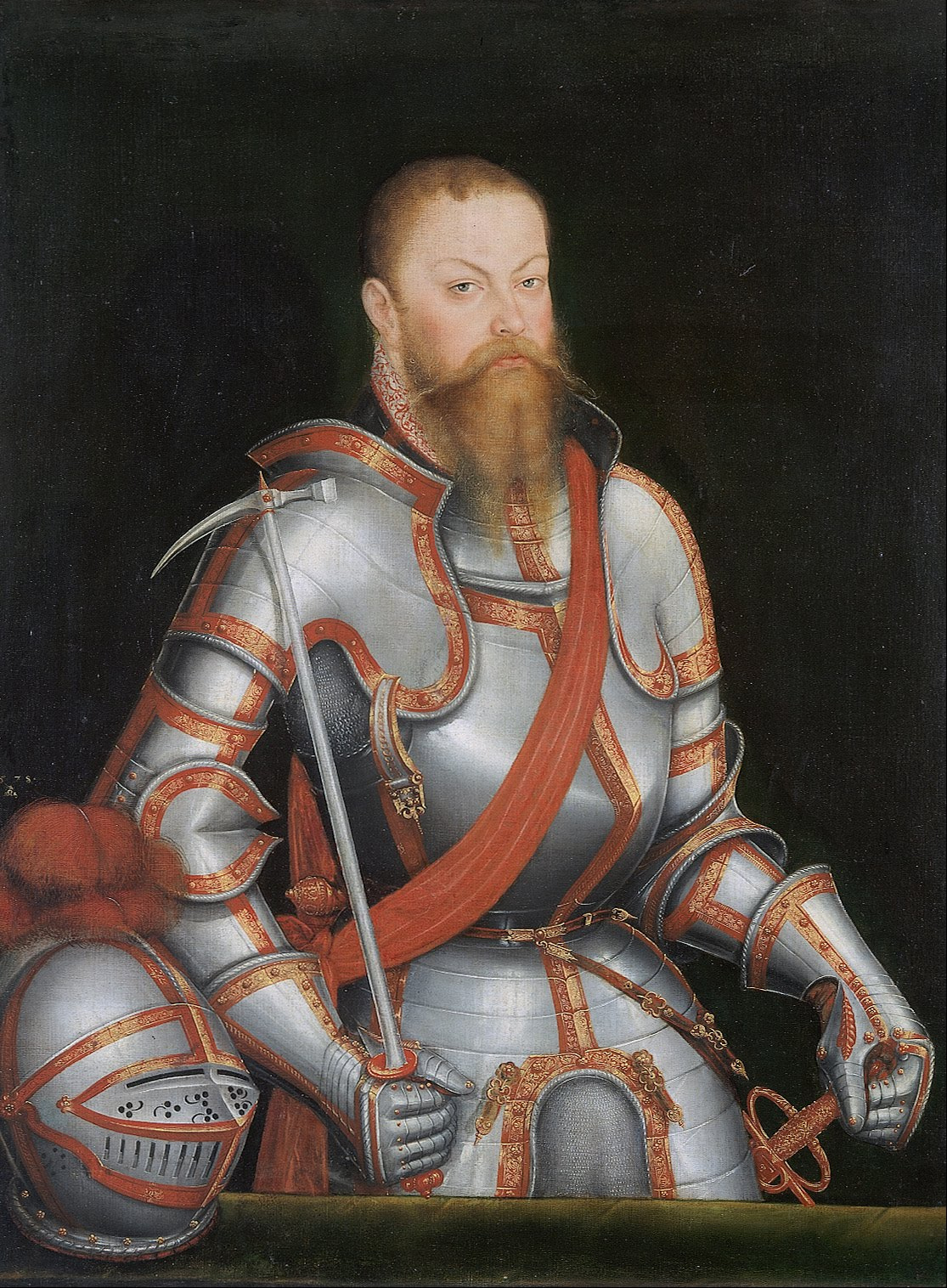
Mauricio de Sajonia, el Judas de Misnia, con armadura. Retrato de 1578 de Lucas Cranach el Joven.

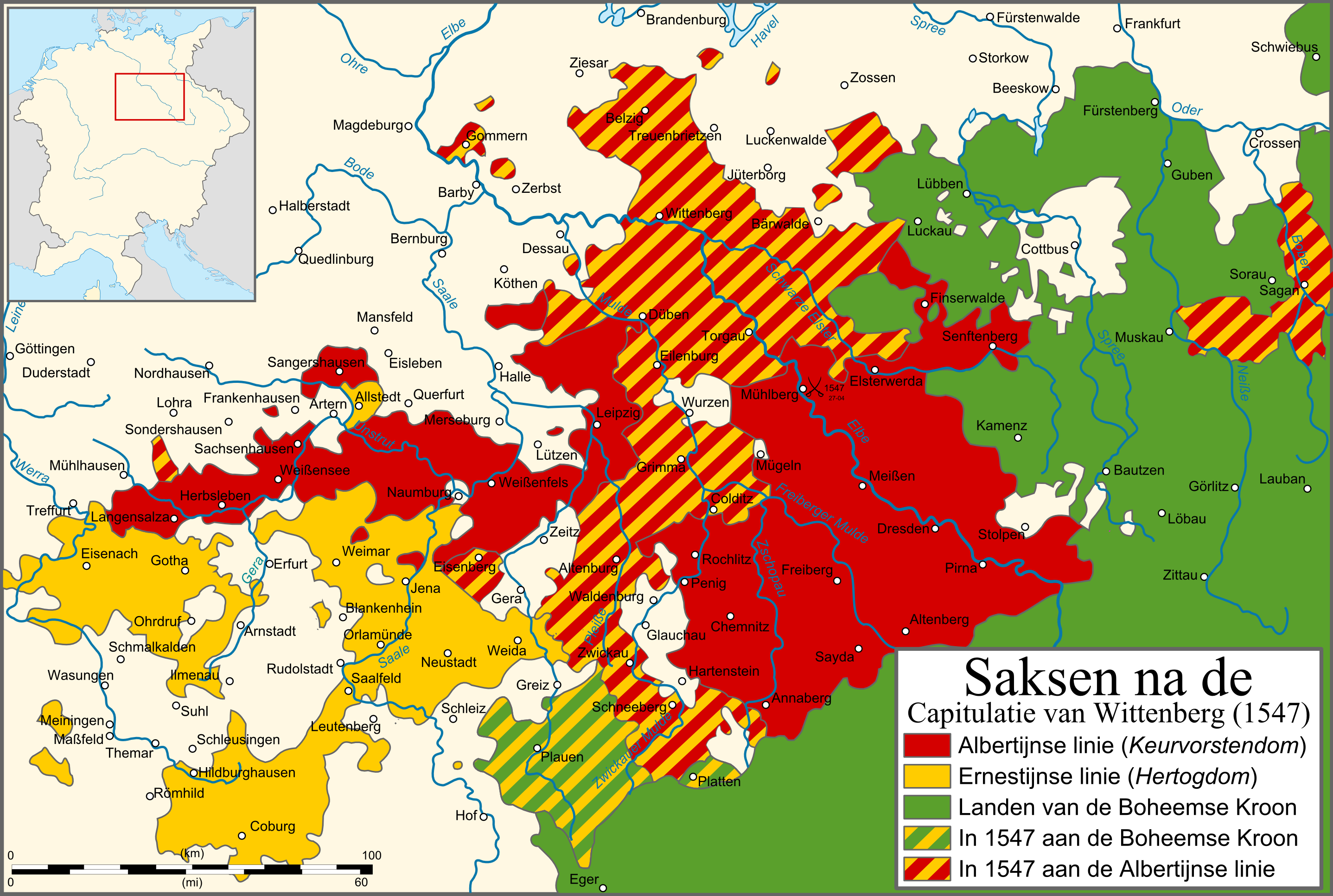
Sajonia después de la capitulación de Wittenberg en 1547. El área conquistada por Mauricio en el territorio de Ernesto se muestra en franjas rojas y amarillas..

Lo primero que hizo Enrique cuando se convirtió en duque fue introducir reformas, sin pedir permiso a los Estados. Se secularizaron las posesiones de los obispos de Misnia y de Naumburg-Zeitz dentro del ducado y se abolieron los monasterios. Una delegación de los Estados decidió cómo se dividirian las propiedades y tierras de la iglesia. Los miembros del estado dividieron la propiedad eclesiástica entre ellos, por lo que el gobierno central no obtuvo muchos beneficios financieros a través de la reforma.
Después de un breve período de dos años en el gobierno, Enrique cedió el poder a su hijo Mauricio (1521-1553). Mauricio aumentó los impuestos y los ingresos de la minería para poder llevar a cabo una política exterior ambiciosa. En 1542, entró en conflicto con el elector Juan Federico por los impuestos que el principado episcopal de Misnia tenía que pagar al Imperio para luchar contra los turcos otomanos. Al final, la guerra fue evitada por la mediación de Lutero y de Felipe I, margrave de Hesse, pero Mauricio y Juan Federico siguieron siendo oponentes.
A partir de 1545, el emperador Carlos V inició los preparativos para la guerra contra la Liga de Esmalcalda. El emperador intentaba fortalecer su posición en el Imperio y derrotar a sus oponentes políticos.. El elector Juan Federico y el landgrave Felipe I de Hesse (r. 1509-1567) fueron objeto de una prohibición imperial (Reichsacht). El emperador ordenó a Mauricio que ejecutase la proscripción. A cambio, le prometió todos los territorios y títulos de Juan Federico. El duque Mauricio se convirtió en uno de los aliados más importantes de Carlos durante la guerra. Los miembros de la Liga de Esmalcalda se sintieron traicionados por él, dándole el sobrenombre de «Judas de Misnia».
Mientras el elector y el emperador hacían campaña a lo largo del Danubio, Mauricio conquistó rápidamente el electorado, con la excepción de las ciudades de Wittenberg y Gotha. Cuando Juan Federico se enteró de esto, partió con su ejército hacia el norte, donde recuperó sus tierras y sitió Leipzig. El elector no logró tomar la ciudad, tras lo cual se adentró más en el ducado y conquistó la región minera de los Montes Metálicos. Mientras tanto, Carlos V derrotaba a sus enemigos en el sur y con su ejército se dirigió al norte para auxiliar al ducado. Después de una campaña a lo largo del Elba, la liga fue derrotada en Muehlberg. Juan Federico debió rendirse y se vio obligado a firmar la capitulación de Wittenberg. Según lo prometido, Mauricio fue elevado al rango de elector y, a excepción de Turingia, se apoderó de los territorios de  Juan Federico. La ley se oficializó durante el Reichstag de Augsburgo en 1548. El electorado albertino así creado era en ese momento el estado más grande del Sacro Imperio Romano después de los territorios de los Habsburgo.

## Economía

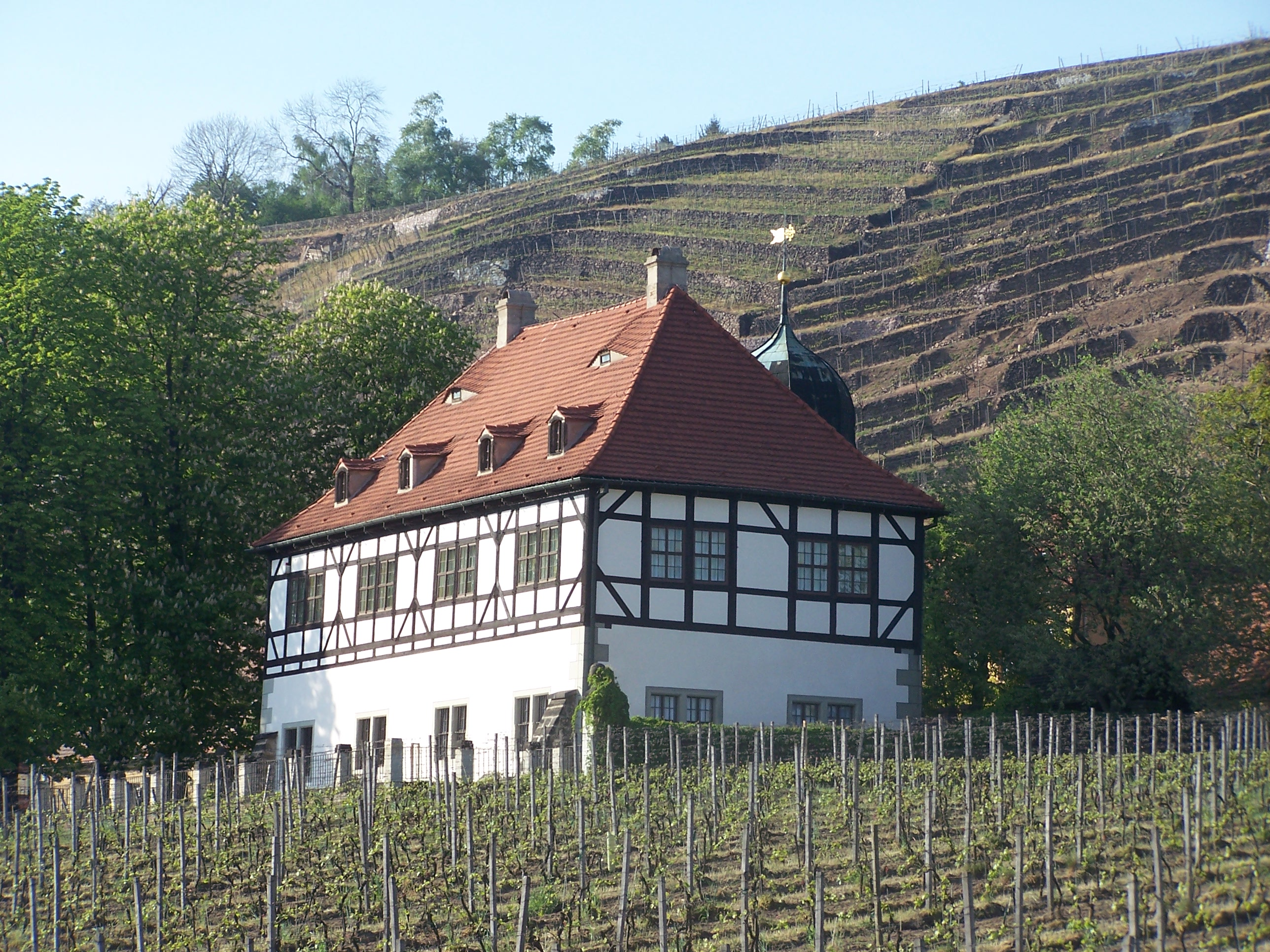
Campos de viñas en la localidad de Radebeul.

### Agricultura
En Sajonia, como en el resto de Europa, la agricultura era el sector económico más importante del siglo XVI. La mayor parte de la cosecha se destinaba al consumo propio de la población rural o se vendía a los habitantes de los pueblos. La base de la alimentación diaria eran los cereales, especialmente la espelta. Al mismo tiempo, la agricultura sostenía el crecimiento de la minería en los montes Metálicos. Dos tercios de los alimentos de las ciudades mineras se producían en las tierras bajas del sur de Leipzig. Sajonia no exportaba cereales, a diferencia de las regiones del norte al este del Elba. El vino —región vinícola de Sajonia— era un importante producto de exportación. La cerveza sajona, por el contrario, se elaboraba principalmente para uso regional. La producción de cerveza y de vino estaba gravada por el duque y, junto con la minería, era la principal fuente de ingresos del gobierno.
La cría de ovejas era importante tanto para la agricultura como para la industria textil. Se necesitaba estiércol de oveja para fertilizar los campos, mientras que la lana era utilizado para producir tejidos. En Sajonia se criaban alrededor de un millón de ovejas, lo que convertía a la región en un importante productor de lana. La industria textil y papelera de Leipzig también se beneficiaba del cultivo a gran escala de lino cultivado: tanto el papel como el lino se fabricaban a partir de fibras de lino cultivado. En la parte del ducado de Turingia, el cultivo del glasto era importante para extraer un colorante azul.

### Comercio e Industria

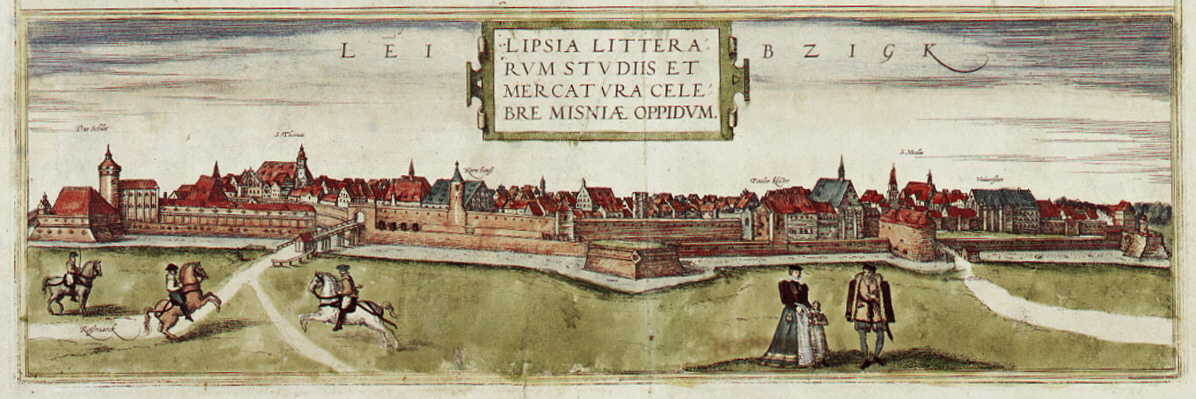
Leipzig, la ciudad más grande del ducado y el centro comercial más importante de la región hacia 1570. Por Georg Braun y Frans Hogenberg en el Civitates Orbis Terrarum.

El comercio y la industria de Sajonia se concentraban en Leipzig, la ciudad más grande del estado. La ciudad estaba idealmente situada en la ruta entre el norte y el sur del Sacro Imperio Romano Germánico y entre Hesse y Renania y las regiones más orientales como Polonia. A finales del siglo XV, Leipzig tuvo que competir con Erfurt y Magdeburgo. El duque Jorge fomentó deliberadamente el crecimiento de la ciudad pidiendo al emperador que le concediera importantes privilegios, incluidos los derechos de almacenaje, a Leipzig. El privilegio de Leipzig de 1507 de almacenaje —las mercancías que pasaban en tránsito debían descargarse durante un número determinado de días (normalmente tres) y ser puestas a la venta ese plazo antes de poder continuar su ruta— prohibía que otras ciudades en un radio de 24 kilómetros mantener un mercado tal. Erfurt y Magdeburgo se encontraban dentro de este límite y quedaron eliminadas como competidores.
La industria en Leipzig y en el resto de Sajonia se componía principalmente del sector textil y del papel. Estas industrias se alimentaban de la agricultura y la cría de ovejas en el campo circundante. Con el auge de la industria papelera y la presencia de una universidad, que había sido fundad en 1402, Leipzig se convirtió en un centro de la impresión.

### Explotación minera

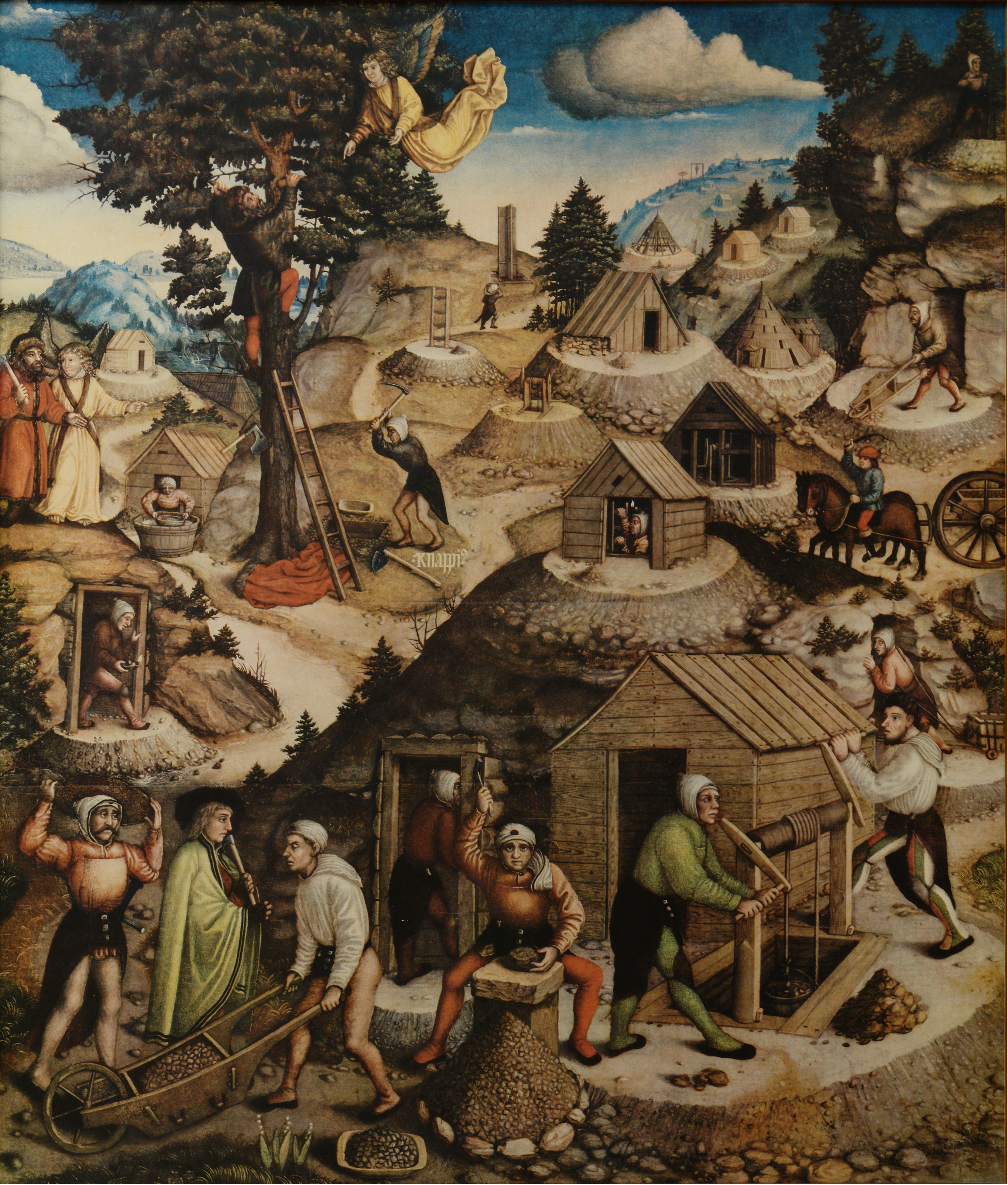
Explotación minera en los montes Metálicos. Panel principal de un retablo del en Annaberg-Buchholz.

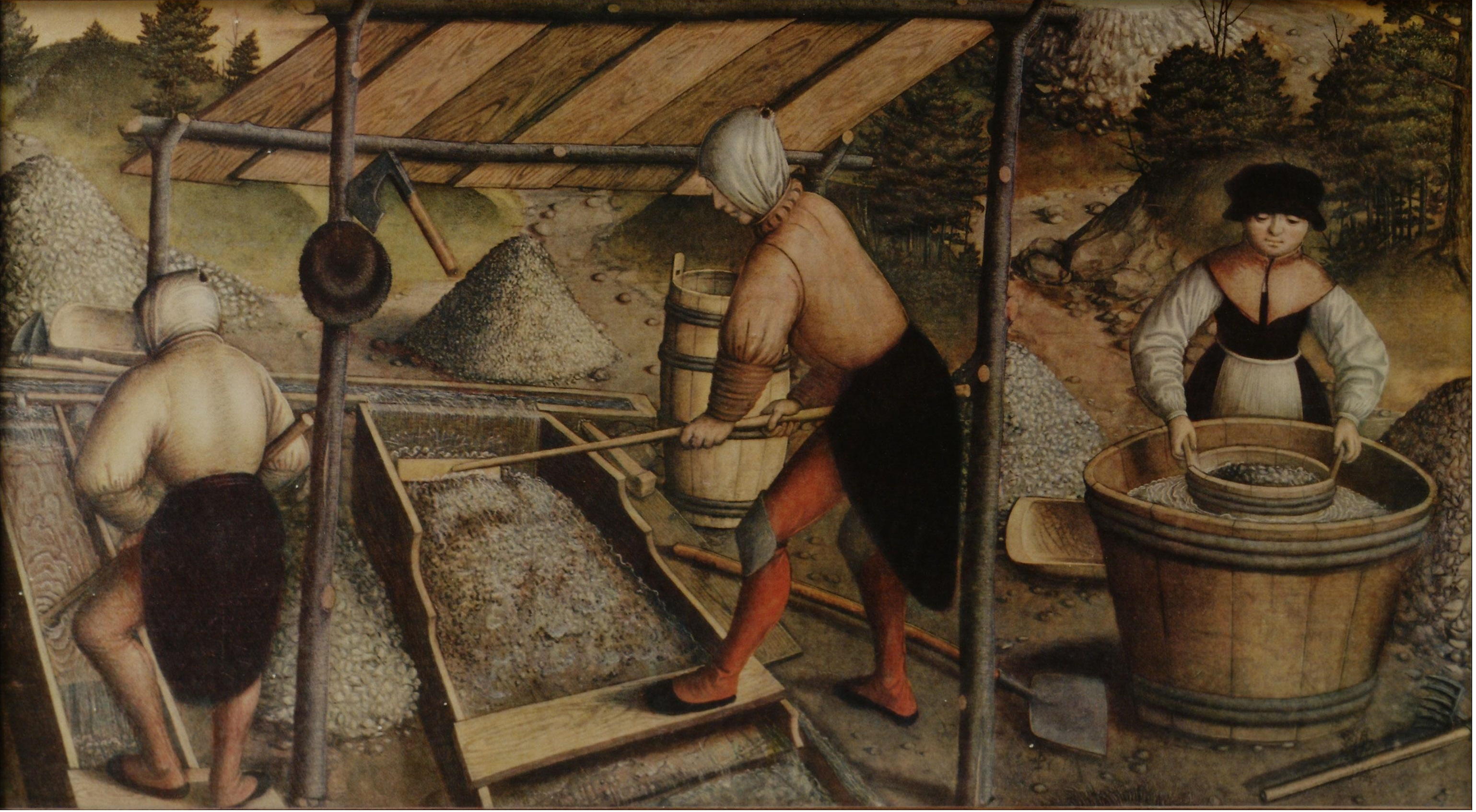
Clasificación de minerales. Panel inferior de un retablo del.

La riqueza relativa del ducado de Sajonia en comparación con los demás estados del Sacro Imperio provenía de la explotación de reservas de mineral en los montes Metálicos. En las minas se extraía principalmente plata, cobre, plomo, zinc y estaño. En menor medida se encuentran bismuto y cobalto, metales raros utilizados en aleaciones. El carbón se extraía a pequeña escala, pero los principales combustibles para la industria del metal seguían siendo la madera y el carbón vegetal.
En el momento de la división de Sajonia en 1485, la minería se concentraba alrededor de Schneeberg. Los ingresos de esas minas se compartieron entre el elector y el duque de Sajonia. En 1492 se encontró una nueva veta de plata en Schreckenberg. Este descubrimiento provocó una fiebre de la plata que provocó la llegada de grandes grupos de inmigrantes al ducado. Annaberg pasó a ser una ciudad de 12 000 habitantes, superando a la ciudad de Leipzig y convirtiéndose en la ciudad más poblada del ducado. El crecimiento de la minería fue posible gracias a las inversiones de los comerciantes de Leipzig y de Chemnitz, pero también de inversores de ciudades fuera del ducado, incluidas Nuremberg y Venecia.
Las innovaciones técnicas hicieron que las minas fueran más rentables que a finales del siglo XV. Con molinos accionados por animales, era posible excavar hasta unos 250 metros de profundidad. Para poder profundizar más se utilizaron cada vez más molinos de agua, de modo que también se podían alcanzar yacimientos de mineral más profundos. Para separar la plata del plomo se utilizaba la copelación, una técnica conocida desde la antigüedad. El descubrimiento de la liquidación también permitía separar la plata y el plomo de metales como el cobre, haciendo cada vez más rentable la extracción de minerales impuros.
Los derechos mineros ducales representaban alrededor de dos tercios de los ingresos del gobierno. Con la creación de los llamados bergämter, el gobierno obtuvo el control de la zona minera. En cada bergämt se nombró a un representante del duque, el Berghauptmann, para supervisar la minería junto con funcionarios especializados. Los duques pudieron tener sus propias monedas acuñadas gracias a la producción de plata. Las monedas sajonas eran de buena calidad y sostenían así la moneda en el Sacro Imperio.
Hacia mediados del siglo XVI, los ingresos de la minería comenzaron a disminuir. No sólo por el agotamiento de los yacimientos de mineral, sino principalmente por la importación de oro y plata del Nuevo Mundo. Muchos mineros se habían pasado de la extracción de plata a la extracción de estaño, que en consecuencia aumentó considerablemente. El número de habitantes de las ciudades mineras disminuyó drásticamente: en 1600 Annaberg tenía sólo 2000 habitantes.

## Sociedad
Junto con el clero, la nobleza estaba exonerada de la mayoría de impuestos. Como los nobles estaban exentos de impuestos sobre el vino y la cerveza, tenían una posición económica fuerte frente a las ciudades. Los nobles podían obligar a sus sirvientes a beber cerveza sólo en las posadas que ellos mismos administraban, por lo que las posadas de las ciudades perdían ingresos y tenían que pagar todos los impuestos. La nobleza rural también creó diversas industrias, como las fábricas de tejidos, que rivalizaban con las industrias de las ciudades. Los pueblos intentaban persuadir al duque para que actuase, pero el duque no hacía nada para proteger las ciudades.
Los agricultores estaban protegidos por el duque. El duque aseguraba que los agricultores no serían castigados si presentaban una demanda contra los nobles terratenientes. Las colonias ofrecidas por la corte ducal eran en general ventajosas para los agricultores. Si el noble no respetaba la decisión, el duque hacía confiscar sus bienes. Como resultado, el duque fortaleció su posición en el país y los agricultores sajones se salvaron de los excesos de la expansión del poder noble.

## Administración
La administración del ducado estaba en manos del duque y de su consejo de corte. El poder ejecutivo, el legislativo y el judicial dependían del duque. La jurisprudencia era aplicada por el Oberhofgericht de Leipzig, aunque el duque podía ser siempre invocadoe. A nivel local, el duque nombraba un alguacil para llevar a cabo la política ducal en la bailía. Al establecer la administración, el duque dependía más de los Estados de Sajonia. Estos se componían de tres grupos: nobles, prelados y villas. Los Estados eran convocados por el duque, normalmente en Leipzig, donde autorizan a recaudar impuestos adicionales o la provisión de apoyo financiero directo al duque y a su gobierno. El duque también solía tener leyes respaldadas por los Estados para darles una legitimidad adicional, aunque las leyes no aprobadas por los Estados también eran válidas.

### Desarrollos administrativos
Bajo el duque Alberto, las finanzas de la corte y del estado todavía estaban separadas. En 1502, Jorge aprobó una ordenanza que reformó no sólo la corte, sino también el gobierno nacional. La ordenanza establecía al mismo tiempo que el consejo judicial estaría compuesto por el mariscal, el canciller y un chambelán, que participarían en todos los asuntos políticos interiores y exteriores. El consejo de la corte podría ampliarse con otros miembros del consejo según se desease. El tribunal estaba encabezado por el mariscal.
El duque Jorge también reformó la administración a nivel local. Se crea el nuevo puesto de Schösser  para hacerse cargo de la gestión financiera de una bailía. El alguacil continuaba ejerciendo las demás funciones de gestión. Para facilitar la administración, Jorge creó en 1513 los distritos como unnuevo nivel administrativa entre la bailía y el gobierno central.

## División administrativa
El ducado de Sajonia se dividió en 32 bailías. Tradicionalmente, el ducado se componía de partes del margraviato de Misnia y del landgraviato de Turingia. Sin embargo, administrativamente esa clasificación ya no tenía sentido.
El margraviato de Misnie se componía de las siguientes bailías: Annaberg, Augustusburg, Delitzsch, Dippoldiswalde, Dresde, Frankenberg, Frauenstein, Freiberg, Grilleburg, Großenhain, Hohnstein, Lauterstein, Leipzig, Lohmen, Meissen, Mühlberg, Nossen, Oschatz, Pegau, Pirna, Radeberg, Rauenstein, Rochlitz, Rochsburg, Sachsenburg y Wolkenstein.
El landgraviato de Turingia se componía de las siguientes bailías: Eckartsberga, Langensalza, Weißenfels et Weißensee.

## Duques de Sajonia (1485-1547)
| Imagen | Reinado   | Nombre                             | Otros títulos  | Notas |
|        | 1485-1500 | Alberto «el Intrépido» (1443-1500) | Duque de Sagan | Hijo menor del elector Federico II de Sajonia, duque de Sajonia-Wittenberg y margrave de Misnia, así como de landgrave de Turingia. • Casado en 1459 con Sidonia de Podiebrad (1449-1510), hija de Jorge de Poděbrady, rey de Bohemia (1458-1471). |
|        | 1500-1539 | Jorge «el Barbudo» (1471-1539)     | Duque de Sagan | Hijo mayor del anterior. • Casado en 1496 con Bárbara Jagellón, hija de Casimiro IV, gran duque de Lituania (1440-1492) y rey de Polonia (1447-1492).                                                                                              |
|        | 1539-1541 | Enrique «el Piadoso» (1473–1541)   | Duque de Sagan | Hermano menor del anterior. Introdujo la Reforma protestante en los países albertinos. • Casado en 1512 con Catalina , hija de Magnus II, duque de Mecklemburgo.                                                                                   |
|        | 1541-1547 | Mauricio de Sajonia (1521–1553)    | Duque de Sagan | Hijo del anterior. • Casado en 1541 con Inés de Hesse, hija del landgrave Felipe I de Hesse (r. 1509-1567) • Recibe el electorado de Sajonia en 1547.                                                                                              |